# Bill Deedes
William Francis Deedes, Baron Deedes, KBE, MC, PC (* 1. Juni 1913 in Saltwood Castle bei Hythe, Kent; † 17. August 2007 in Kent) war ein britischer Journalist und Politiker.

## Leben
Deedes ging in Harrow zur Schule und begann seine journalistische Laufbahn 1931, als er bei der Morning Post eine Anstellung fand. 1937 wechselte er bei der Übernahme der Post mit seiner Zeitung zum Daily Telegraph. Er war Soldat im Zweiten Weltkrieg und zog 1950 für die Konservativen in das britische Unterhaus ein. Unter Harold Macmillan wurde er 1962 Minister ohne besonderes Aufgabengebiet. 1964 verließ er als Informationsminister das Kabinett, blieb aber zehn weitere Jahre Mitglied des Parlaments.
Von 1974 bis 1986 fungierte Deedes als Herausgeber des Daily Telegraph, anschließend arbeitete er weiter als Journalist dort. 1986 wurde er als Baron Deedes of Aldington in the County of Kent zum Life Peer erhoben.
Deedes war bis zu deren Tod im Jahr 2004 mit Evelyn Branfort verheiratet und hinterließ zwei Söhne und drei Töchter. Sein Onkel war der Brigadegeneral Wyndham Deedes.
Er starb am 17. August 2007 nach einer kurzen Krankheit in Kent.

## Veröffentlichungen
- W. F. Deedes: Words and Deedes: Selected Journalism 1931–2006. Macmillan, 2006, ISBN 1-4050-5396-8.
- W. F. Deedes: At War with Waugh: The Real Story of „Scoop“. Macmillan, 2003, ISBN 1-4050-0573-4.
- W. F. Deedes: Brief Lives. Macmillan, 2004, ISBN 0-330-42639-7.
- W. F. Deedes: Dear Bill: A Memoir. Macmillan, 2005, ISBN 1-4050-5266-X

## Nachweise
1. ↑  Journalist Lord Deedes dies at 94

| Personendaten    | Personendaten                       |
| ---------------- | ----------------------------------- |
| NAME             | Deedes, Bill                        |
| ALTERNATIVNAMEN  | Deedes, William Francis             |
| KURZBESCHREIBUNG | britischer Journalist und Politiker |
| GEBURTSDATUM     | 1. Juni 1913                        |
| GEBURTSORT       | Saltwood Castle                     |
| STERBEDATUM      | 17. August 2007                     |
| STERBEORT        | Kent                                |